# Estación Campo Limpo
Estación Campo Limpo es una estación de la Línea 5-Lila del metro de la ciudad brasileña de São Paulo.
Fue inaugurada el 20 de octubre del 2002, siendo una de las seis estaciones de esta Línea, la cual se encuentra en expansión hasta la estación Chácara Klabin de la Línea 2-Verde.
Está ubicada en la calle Noanamá, esquina Avenida Carlos Caldeira Filho y Estrada de Campo Limpo.

## Características
Estación elevada, en curva, con hall de distribución en el nivel del suelo, estructura en concreto aparente, plataformas laterales en estructura mixta de concreto y metálica, con techado de estructura metálica en forma de pórtico elíptica y tejas de aluminio tipo sándwich. Posee accesos para discapacitados físicos e integración con Terminal de Ómnibus urbanos de la SPTrans y EMTU.
Circulación vertical compuesta de 6 escaleras mecánicas, 2 escaleras fijas y 2 ascensores.
Capacidad de hasta 11.000 pasajeros/hora/pico (en el máximo al 2010).
Área construida de 4.869,49 m².

## Líneas de EMTU
La estación Campo Limpo está integrada con una Terminal Metropolitana con líneas que salen para los municipios de Embú das Artes y Taboão da Serra.
| Línea | Prefijo | Ciudad          | Barrio                         |
| ----- | ------- | --------------- | ------------------------------ |
| 056   | TRO     | Embú            | Centro                         |
| 178   | TRO     | Embú            | Jardim Vazame                  |
| 178   | BI1     | Embú            | Jardim Nossa Senhora de Fátima |
| 245   | TRO     | Taboão da Serra | Jardim São Judas Tadeu         |
| 343   | TRO     | Embú            | Jardim do Colégio              |

## Tabla
| Sigla | Estación    | Inauguración           | Capacidad                  | Integración                                           | Plataformas | Posición | Comentarios                                  |
| ----- | ----------- | ---------------------- | -------------------------- | ----------------------------------------------------- | ----------- | -------- | -------------------------------------------- |
| CPL   | Campo Limpo | 20 de octubre del 2002 | 10 mil pasajeros hora/pico | Bilhete Único de SPTrans, Terminal de Ómnibus de EMTU | Laterales   | Elevada  | Estación con estructura de concreto aparente |